# Christophe Moucherel
Christophe Moucherel, né à Toul le 6 septembre 1686 et mort en 1761, est un facteur d'orgue français.

## Biographie
Christophe Moucherel débute par la menuiserie. Il s'intéresse par la suite aux serinettes. Il travaille à Metz dans l'atelier de Claude Legros, avant de fonder sa propre entreprise dans laquelle il travaille avec ses frères Sébastien et Claude.
Il épouse en 1711 Anne Rutton.
Il a créé les orgues de l'abbaye de Bouzonville, en 1717, de l'abbaye Saint-Vincent de Metz, en 1718, de l'église de Stenay, des Prémontrés de Wadgassen, en 1719, celles d'Étain, de l'abbaye de Saint-Symphorien de Metz, en 1721, de la basilique Saint-Epvre de Nancy, en 1722, de l'abbaye Saint-Mansuy de Toul, en 1723, de l'abbatiale de Mouzon et des Augustins de Thionville, en 1725, de l'église Saint-Gengoult de Metz, en 1727.
En 1727, il s'installe à Paris où il fond des caractères d'imprimerie selon un procédé de son invention. En butte à l'opposition de ses confrères, il doit arrêter cette industrie. Il fabrique alors des flûtes. Il décide ensuite de se rendre en Italie. Pour se procurer les fonds nécessaires, il accepte de construire deux orgues à Thoissey en Dombes en 1730-1731, celui du couvent des Ursulines et de la paroisse. Mais il en résulte des procès qui l'obligent à abandonner son voyage en Italie. Il avait construit dans la Dombes une imprimerie en 1731 qui produisait des caractères d'imprimerie qui ont été utilisés par les éditions de Trévoux
Il se rend alors à Toulouse pour travailler dans une imprimerie. Puis on le retrouve en 1734 à Rodez où il visite l'orgue de la cathédrale Notre-Dame de Rodez et fait imprimer un Mémoire instructif pour faire les devis, desseins, plans, marchez & réception des orgues relatif à l'orgue de la cathédrale Sainte-Cécile d'Albi dont il s'était entretenu avec l'archidiacre Lautrec sur le coche d'eau, entre Lyon et Pont-Saint-Esprit. Il travaille pour un amateur de cette ville, l'avocat Lagorrée, et fait des réparations sur les orgues des Bénédictines de Saint-Sernin et celles des Annonciades de Rodez
Le contrat de construction des orgues de la cathédrale d'Albi est conclu le 20 octobre 1734. Le nouvel orgue de la cathédrale Sainte-Cécile est visité le 3 décembre 1736 par Gilbert Sauvatge, organiste de Mende, au nom de l'archevêque d'Albi, Armand Pierre de La Croix de Castries. En avril 1737, deux rapports sont rédigés sur l'orgue de la cathédrale d'Albi.
Les plus notables paroissiens de la collégiale Saint-Salvi apprenant que Christophe Moucherel veut vendre un petit orgue qui se trouvait sur le jubé de la cathédrale Sainte-Cécile et qui avait été cédé en déduction du prix de l'orgue qu'il venait d'y construire, ils proposent de le lui racheter. La vente est faite le 30 décembre 1736. Christophe Moucherel s'engage alors à le réaménager suivant le devis qu'il a fait. Le 23 septembre 1737, Laurent Desmasures, organiste à Moissac, visite le nouvel orgue et fait son rapport au prévôt et au chapitre de Saint-Salvi à Albi. Ce travail a été fait pour une rente viagère de 450 livres. Cette rente n'étant plus payée après 1761, on suppose qu'il est mort à cette date.
Il intervient encore à la cathédrale Saint-Just-et-Saint-Pasteur de Narbonne (1739-42) dont on a conservé le buffet monumental. Il relève l'orgue de la cathédrale de Béziers en 1741. On lui attribue également l'orgue de Cintegabelle (vers 1741).

### Source
- « Les grands facteurs d'orgues français du XVIIIe siècle : les Moucherel » (consulté le 4 septembre 2010)